# Albert Zimmeter
Albert Zimmeter (* 5. Juli 1848 in Innsbruck; † 15. Dezember 1897 ebenda) war ein österreichischer Lehrer und Botaniker. Sein offizielles botanisches Autorenkürzel lautet „Zimmeter“.
Er war als Lehrer an der Oberrealschule in Innsbruck tätig.

## Veröffentlichungen (Auswahl)
- Verwandtschaftsverhältnisse und geographische Verbreitung der in Europa einheimischen Arten der Gattung Aquilegia. (Programm der k.k. Oberrealschule Steyr). Steyr 1875.
- Die europäischen Arten der Gattung Potentilla. In: Jahresbericht der K. K. Staats-ober-Realschule zu Steyr. Steyr 1884.[1]
- Zur Frage der Einschleppung und Verwilderung von Pflanzen. In: Österreichische botanische Zeitschrift. Band 38, Nr. 5. Wien Mai 1888, S. 154 (zobodat.at [PDF; 457 kB]).
- Aquilegia Einseleana F. Schultz und thalictrifolia Schott. In: Österreichische botanische Zeitschrift. Band 43, Nr. 5. Wien Mai 1893 (zobodat.at [PDF; 791 kB]).